# São Francisco do Piauí
São Francisco do Piauí é um município brasileiro do estado do Piauí. Em 2010, sua população era de 6298 habitantes.